# Bosque protector Cerro Paraíso
El Bosque Protector Cerro Paraíso es una reserva de bosque seco tropical en el Ecuador. Se encuentra en la parte occidental del país, en la región litoral, en la provincia de Guayas en el este de la ciudad Guayaquil en la parte alta del Cerro San Eduardo.  La reserva fue declarada bosque protector en 1989 y comprendía originalmente un área de 420 hectáreas de bosque seco, que con el tiempo se fueron reduciendo. Actualmente cuenta con 299 hectáreas. 
En el área existen senderos para caminatas a través de la montaña, además de un mirador a 175 m sobre el nivel del mar al que se puede acceder desde la ciudadela Bellavista y que permite observar gran parte de la ciudad con el río Guayas y el Estero Salado. El bosque protector cuenta con más de 100 especies de aves, así como iguanas, zorros, ratones, ardillas, culebras y ranas.
El sector suele ser afectado por incendios forestales.
La reserva está amenazada por construcciones ilegales.
Se ofrecen actividades de arte y naturaleza para niños.